# 横田真悠
横田 真悠（よこた まゆう、1999年〈平成11年〉6月30日 - ）は、日本のファッションモデル、女優、タレント、YouTuber。
東京都出身。エイジアクロス所属。『non-no』専属モデル、元『Seventeen』専属モデル。

## 略歴
『ミスセブンティーン2014』のグランプリに選ばれ、芸能界入り。『Seventeen』（集英社）の2014年10月号より、専属モデルを務める。
2019年1月期の日本テレビ系日曜ドラマ『3年A組-今から皆さんは、人質です-』にて女優デビュー。
2020年1月期のドラマにて、TBS系金曜ドラマ『病室で念仏を唱えないでください』とMBS系ドラマ特区『ホームルーム』（MBS）の二作品を掛け持ちで出演。同年3月7日、映画『踊ってミタ』で映画初出演。
2020年10月1日発売の『Seventeen』11月号をもって、同誌の専属モデルを卒業。同年5月15日、自身のYouTubeチャンネルを開設。同年9月19日・26日、テレビ東京系ドラマ25『女子グルメバーガー部』第11話・最終話で主演を務め、テレビドラマ初主演。同年12月号から『non-no』（集英社）の専属モデルに加入。
2021年6月20日放送の『世界の果てまでイッテQ!』（日本テレビ）にて、新・「出川ガール」として正式加入することが発表された。同年10月1日、映画『DIVOC-12 「あこがれマガジン」』で主演を務め、映画初主演。
2022年3月4日よりひかりTVにて配信されたドラマ『闇部 -REAL-』で伊藤健太郎とダブル主演を務め、ドラマ初主演。同年10月期関西テレビ系ドラマ『コンビニ★ヒーローズ〜あなたのSOSいただきました!!〜』で地上波連続ドラマ初主演。

## 人物
- 趣味は音楽鑑賞、サッカー観戦。特技はダンス[3]。
- 好きな食べ物は肉、お母さんが作ったホワイトシチュー、唐揚げ、わたあめ、ポテト、焼き芋、ラーメン。
- 嫌いな食べ物はバナナとグレープフルーツ。また、辛いものと苦いものも苦手だという[2][4]。
- チャームポイントは頬の上にあるえくぼ[4]。
- 長所はいつも笑顔を絶やさないところ[4]。
- 短所は飽き性なところ[4]。
- 好きなブランドはBershka、jouetie、STYLENANDA、ADERERROR[4]。
- 好きな映画は『チャーリーとチョコレート工場』。
- 好きな音楽は大原櫻子の曲とK-POP[2][4]、特にRed Velvet。Instagramのストーリーズで、お気に入りの曲を紹介することがある。同じ1999年生まれであるRed Velvetのメンバー・イェリとは親交があり、プライベートで2人でディズニーランドやお花見に行くほどの仲である。
- 好きな言葉は「広い心をもって、感謝の気持ちを忘れない」[2][4]。
- 憧れの芸能人は『Seventeen』を卒業した先輩モデルの古畑星夏[2]。
- 仲の良い芸能人は大友花恋、永野芽郁。「かれまゆめい」と呼ばれ、Seventeen読者に大人気である。大友花恋とのコンビで「かれまゆ」、永野芽郁とのコンビで「まゆめい」と呼ばれる[20][21]。
- 仲の良い先輩モデルは江野沢愛美。「まなまゆ」と呼ばれる[22]。
- 親友は桝元空乃[23]、ニックネームは「そのまる」。久保田紗友、葵叶望を加えた4人で仲が良く、「まいめん」と呼んでいる[24]。

## 出演
主演のものは太字で表示

### テレビ番組
- めざましテレビ「イマドキ」（2015年度、フジテレビ） - イマドキガール[25]
- すイエんサー（2016年度 - 2018年度、NHK Eテレ） - すイエんサーガールズ[25]
- F.C. TOKYO魂!（2017年3月10日 - 12月30日、TOKYO MX）
- 痛快TV スカッとジャパン「受験生スカッと」（2019年7月15日、フジテレビ）[26]
- ヒルナンデス!（2021年2月3日 - 3月31日、日本テレビ） - 水曜シーズンレギュラー[27]
- ラヴィット!（TBS）
  - 木曜ラヴィット!ファミリー（2021年4月1日 - 7月29日）[28][29]
  - 木曜レギュラー（2021年10月21日 - ）[30]
- 世界の果てまでイッテQ!（2021年6月20日 - 、日本テレビ） - 出川ガール[16]

### テレビドラマ
- 3年A組-今から皆さんは、人質です-（2019年1月6日 - 3月10日、日本テレビ） - 花岡沙良 役[31]
- デザイナー 渋井直人の休日 最終話（2019年4月5日、テレビ東京） - メグミ 役[32]
- チート〜詐欺師の皆さん、ご注意ください〜（2019年10月4日 - 12月5日、読売テレビ・日本テレビ） - ユナ 役[33][34]
- ハゲしわしわときどき恋（2020年1月2日、テレビ朝日）
- ホームルーム（2020年1月23日 - 3月26日、MBS・テレビ神奈川） - 夏目ゆあ 役[35]
- 病室で念仏を唱えないでください（2020年1月17日 - 3月20日、TBS） - 飯塚茜 役[9]
- 荒ぶる季節の乙女どもよ。（2020年9月9日 - 10月28日、MBS・TBS） - 曾根崎り香 役[36]
- 女子グルメバーガー部 第11話・最終話（2020年9月19日・26日、テレビ東京） - 木場のえる 役[14][37][38]
- 世にも奇妙な物語 '20秋の特別編「イマジナリーフレンド」（2020年11月14日、フジテレビ） - 山岸佳織 役[39]
- 夢中さ、きみに。 第1話（2021年1月7日、MBS 他5局） - 佐藤みのる 役[40]
- 仮面ライダーセイバー 第44章 - 最終章（2021年8月1日 - 22日、テレビ朝日） - 大人のルナ 役[41]
- どうせもう逃げられない（2021年9月16日 - 11月12日、MBS） - ヒロイン・野田蔵なほ 役[42]
- SDGsミニドラマ「修復の美」（2021年11月10日・16日、NHK総合）[43]
- 明日、私は誰かのカノジョ（毎日放送・TBS） - リナ 役
  - シーズン1（2022年4月13日 - 6月29日）[44]
  - シーズン2 第2話・最終話（2023年5月23日・6月27日）
- トモダチゲームR4（2022年7月23日 - 9月10日、テレビ朝日） - 心木ゆとり 役[45]
- コンビニ★ヒーローズ〜あなたのSOSいただきました!!〜（2022年10月19日 - 12月14日、関西テレビ 他） - 紅アカリ 役[19]
- 瑠璃も玻璃も照らせば光る（2022年12月27日、フジテレビ） - 吉田美沙 役[46]
- 夕暮れに、手をつなぐ 第1話・第2話（2023年1月17日・24日、TBS） - 七海 役
- 藤子・F・不二雄 SF短編ドラマ「親子とりかえばや」（2023年4月23日、NHK BSプレミアム・BS4K） - ヒロイン・春子 役
- ケイジとケンジ、時々ハンジ。 最終話（2023年6月8日、テレビ朝日） - 森野さやか 役[47]
- マルス-ゼロの革命-（2024年1月23日 - 3月19日、テレビ朝日） - 桜庭杏花 役[48]
- 西園寺さんは家事をしない（2024年7月9日 - 9月17日、TBS） - 武田英美里 役[49]
- ハスリンボーイ（2024年11月1日 - 12月20日、WOWOW） - ヒロイン・里中由佳子 役[50]
- アンサンブル（2025年1月18日 - 3月22日、日本テレビ） - 和泉可奈子 役[51]

### ウェブドラマ
- 3年A組-今から皆さんだけの、卒業式です-（2019年3月10日・17日、Hulu） - 花岡沙良 役[52]
- チート〜詐欺師の皆さん、ご注意ください〜 チェインストーリー（2019年10月4日 - 12月12日、GYAO!） - ユナ 役[53]
- フォローされたら終わり（2019年10月27日 - 12月15日、AbemaTV） - 等々力ちはる 役[54]
- チート〜詐欺師の皆さん、まだまだご注意ください〜（2019年12月6日 - 12日、Hulu） - ユナ 役[55]
- ホットママ（2021年3月19日 - 4月9日、Amazon Prime Video） - 徳川由美 役[56]
- 闇部 -REAL-（2022年3月4日 - 4月1日、ひかりTV） - 主演・沢渡美弥 役（伊藤健太郎とダブル主演）[18]

### 映画
- 踊ってミタ（2020年3月7日、東映ビデオ） - ミネタ 役[11]
- いとみち（2021年6月25日、アークエンタテインメント） - 福士智美 役[57]
- セイバー+ゼンカイジャー スーパーヒーロー戦記（2021年7月22日、東映） - ルナ（大人） 役[58]
- MIRRORLIAR FILMS Season1 「Petto」（2021年9月17日、イオンエンターテイメント）[59]
- DIVOC-12 『あこがれマガジン』（2021年10月1日、ソニー・ピクチャーズ） - 主演・ナオ 役[17]
- 君が落とした青空（2022年2月18日、ハピネットファントム・スタジオ） - 西村トモカ 役[60]
- カラダ探し（2022年10月14日、ワーナー・ブラザース映画） - 鳴戸理恵 役[61]
- 炎上シンデレラ（2022年11月4日、キャンター） - 吉住由佳 役[62]
- 鯨の骨（2023年10月13日、カルチュア・パブリッシャーズ） - 凛 役[63]
- 余命一年の僕が、余命半年の君と出会った話。（2024年6月27日、Netflix） - 三浦綾香 役[64]
- 言えない秘密（2024年6月28日、ギャガ） - 浅野ひかり 役[65][66]
- 隣のステラ（2025年8月22日公開予定、東宝） - 篠原葉月 役[67]

### ネット配信
- GMOメディア「プリ画像－画像でつながるコミュニティ」Web（2015年 - ）
- AbemaTVナビ（2016年7月7日 - 、AbemaTV） - 木曜担当MC

### CM
- 東京ガス「安全TODAY」（2016年）
- ミュゼプラチナム（2022年）[68]
- チュチュアンナ（2022年）[69]
- エウレカ「Pairs」（2023年）[70]
- レキットベンキーザー・ジャパン「ヴィート」（2024年）[71]

### MV
- Have a Nice Day!「わたしを離さないで」（2018年10月20日）[72]
- Bolbbalgan4「私の思春期へ」（2019年8月7日）[73]
- SHE'S
  - 「Masquerade」（2019年09月16日）
  - 「Letter」（2019年10月21日）
  - 「Your Song」（2019年11月23日）
- 神山羊
  - 「色香水」（2021年03月10日）

### カタログ・リーフレット
- HARUTA「HARUTA IMAGE GIRL 2015」（2014年 - ） - イメージモデル
- セシール「cu-pop」（2015年 - ） - cu-popモデル
- バンタンデザインハイスクール（2015年 - ） - イメージモデル
- イーストボーイ「2016 S/S」（2016年 - ） - モデル

### ランウェイ
- 東京ガールズコレクション
  - 2017ss（2017年3月25日、国立代々木競技場）
  - 2018aw（2018年9月1日、さいたまアリーナ）
  - 2019ss（2018年3月30日、横浜アリーナ）
  - 第37回 マイナビ 東京ガールズコレクション 2023 AUTUMN／WINTER（2023年9月2日、さいたまスーパーアリーナ）[74]
- Girls Award
  - Tokyo Virtual Runway Live by GirlsAward vol.1（2020年6月27日、ABEMA独占生配信）[75]

### イベント
- Seventeen夏の学園祭
  - Seventeen夏の学園祭2014（2014年8月21日、パシフィコ横浜）
  - Seventeen夏の学園祭2015（2015年8月25日、パシフィコ横浜）
  - Seventeen夏の学園祭2016（2016年8月23日、パシフィコ横浜）
  - Seventeen夏の学園祭2017（2017年8月24日、パシフィコ横浜）
  - Seventeen夏の学園祭2018（2018年8月23日、パシフィコ横浜）
  - Seventeen夏の学園祭2019（2019年8月22日、パシフィコ横浜）[76]
- Seventeen秋の学園祭
- 超十代
  - （2016年3月29日、幕張メッセ）
  - （2017年）
  - （2018年）
- シンデレラフェス
  - （2017年4月4日、代々木競技場）
  - （2018年）

### スチール・広告
- Avail ‐ イメージモデル

### 玩具
- 仮面ライダーセイバー DXワンダーオールマイティワンダーライドブック（2022年2月） - ルナ 役

## 書籍

### 雑誌
- non-no （2020年12月号 - 、集英社） - 専属モデル
- Seventeen（2014年10月号 - 2020年11月号、集英社） - 専属モデル
- 装苑（2014年、文化出版局）

### 写真集
- #まゆうだけ（集英社）

### 文庫
- 通学鞄 〜君と僕の部屋〜（2017年12月1日、集英社コバルト文庫） - カバーモデル

## 作品

### 配信限定シングル
- ｢ジュエル☆トリコ」（2019年11月22日） - ジュエル☆トリコ名義

### 参加作品
- 川島明「アメノヒ」（2025年5月28日） - 収録曲「Time Line」に川島とのツインボーカルで参加[77]

## 受賞歴
2022年
- 第39回ベストジーニスト 次世代部門

2023年
- 第6回スニーカーベストドレッサー賞 女優部門